# Knoet Lavard (Gade)
Knut Lavard, Digt af C. Hauch for sang med piano is een compositie van Niels Gade. Het is een toonzetting van een gedicht van Carsten Hauch. Knut Lavard gaat over de moord op Knoet Lavard door Magnus Nilsson van Denemarken. De beginregel luidt Herr Magnus han stirrer i Vinternatten ud.

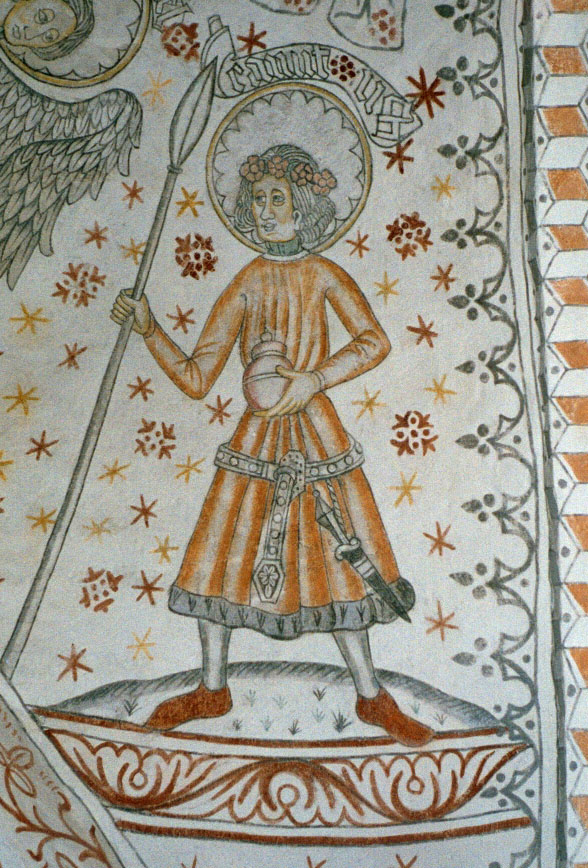
Knoet Lavard